# Pax Khazarica
Pax Khazarica (Latein für "Chazarischer Frieden") ist ein historiographischer Terminus, angelehnt an den historischen Begriff der Pax Romana, für die Zeit (circa 700–950) des Chazarenreiches, welches die Pontische Steppe und das Kaukasusgebirge dominierte. Während dieser Periode ermöglichte die chazarische Herrschaft über Teile der Seidenstraße einen umfangreichen Handel und das Reisen zwischen Europa und Asien, insbesondere von Gruppen wie den Radhaniten und den frühen Rus.

## Bibliographie
- Barthold, W. (1996). "Khazar". Encyclopaedia of Islam (Brill Online). Eds.: P. Bearman, Th. Bianquis, C.E. Bosworth, E. van Donzel and W.P. Heinrichs. Brill.
- Blind, Karl. "A Forgotten Turkish Nation in Europe". The Gentleman's Quarterly. Vol. CCXLI, No. 19. London: Chatto & Windus, 1877. pp. 439–460.
- Kevin Alan Brook. The Jews of Khazaria. 2nd ed. Rowman & Littlefield Publishers, Inc, 2006.
- Douglas M. Dunlop. The History of the Jewish Khazars, Princeton, N.J.: Princeton University Press, 1954.
- Douglas M. Dunlop. "The Khazars." The Dark Ages: Jews in Christian Europe, 711-1096. 1966.
- Peter B. Golden. Khazar Studies: An Historio-Philological Inquiry into the Origins of the Khazars. Budapest: Akadémiai Kiadó, 1980.
- Peter B. Golden. "Khazar Turkic Ghulâms in Caliphal Service" (Journal Article in Journal Asiatique, 2004.)
- Peter B. Golden. "Khazar Turkic Ghulâms in Caliphal Service: Onomastic Notes" (Journal Article in Archivum Eurasiae Medii Aevi, 1993.)
- Peter B. Golden. "Khazars" (Book Chapter in Turkish-Jewish Encounters: Studies on Turkish-Jewish Relations through the Ages, 2001.)
- Norman Golb and Omeljan Pritsak, Khazarian Hebrew Documents of the Tenth Century. Ithaca: Cornell University Press, 1982.
- Thomas S. Noonan. "Khazaria as an Intermediary between Islam and Eastern Europe in the Second Half of the Ninth Century: The Numismatic Perspective." Archivum Eurasiae Medii Aevi 5 (1985): 179–204.
- Thomas S. Noonan. "Byzantium and the Khazars: a special relationship?" Byzantine Diplomacy: Papers from the Twenty-fourth Spring Symposium of Byzantine Studies, Cambridge, March 1990, ed. Jonathan Shepard and Simon Franklin, pp. 109–132. Aldershot, England: Variorium, 1992.
- Omeljan Pritsak. "The Khazar Kingdom's Conversion to Judaism." (Journal Article in Harvard Ukrainian Studies, 1978)
- Omeljan Pritsak. "The Pre-Ashkenazic Jews of Eastern Europe in Relation to the Khazars, the Rus', and the Lithuanians". Ukrainian-Jewish Relations in Historical Perspective, ed. Howard Aster and Peter J. Potichnyj. Edmonton, Alberta: Canadian Institute of Ukrainian Studies Press, 1990. p. 7.